# Micigózd
Micigózd – wieś w Polsce położona w województwie świętokrzyskim, w powiecie kieleckim, w gminie Piekoszów.
| SIMC    | Nazwa         | Rodzaj     |
| ------- | ------------- | ---------- |
| 0261686 | Górki         | przysiółek |
| 0261692 | Górna Kolonia | przysiółek |
| 0261670 | Gozdy         | przysiółek |
| 0261700 | Pastwiska     | przysiółek |
| 0261717 | Przydatki     | przysiółek |

Dojazd z Kielc zapewniają autobusy komunikacji miejskiej linii 18.
Wieś leżąca w powiecie chęcińskim województwa sandomierskiego należała w XVI wieku do Tarłów. W latach 1975–1998 miejscowość administracyjnie należała do województwa kieleckiego.
Przez wieś przechodzi  niebieska ścieżka rowerowa do Piekoszowa.